# Западна Двина (Тверска област)
Западна Двина (рус. Западная Двина) град је на северозападу европског дела Руске Федерације и административни центар Западнодвинског рејона смештеног на крајњем западу Тверске области.
Према проценама националне статистичке службе, у граду је 2014. живело 8.630 становника.

## Географија
Западна Двина се налази у западном делу Тверске области, на подручју Валдајског побрђа, на око 320 километара западније од административног центра области, града Твера. Град лежи на обалама реке Западне Двине.
Кроз град пролази аутопут и железница која повезује главни град земље Москву са престоницом Летоније Ригом (преко града Великије Луки).

## Историја
Насеље Западна Двина се развило око истоимене железничке станице отворене 1900. године. Године 1927. добија административни статус радничке варошице, а десет година касније преображен је у град рејонске субординације (другостепени град).

## Демографија
Према подацима са пописа становништва 2010. у граду је живело 8.845 становника, док је према проценама за 2014. град имао 8.630 становника.
| 1939. | 1959. | 1970.  | 1979.  | 1989.  | 2002.  | 2010. | 2014. |
| ----- | ----- | ------ | ------ | ------ | ------ | ----- | ----- |
| 7,512 | 8,994 | 10,052 | 10,316 | 11,556 | 10,212 | 8,845 | 8,630 |